# 빙점 (2004년 드라마)
《빙점》은 2004년 10월 4일부터 2005년 1월 8일까지 방영된 MBC 아침드라마이며, 소설극장의 네 번째 작품이다.

## 소개
남편의 무관심으로 외도를 하게 된 여자의 딸이 유괴 당해 목숨을 잃게 되고 아내의 외도 사실을 알게 된 남편이 살인범의 자식을 키우게 하게 되면서 일어나는 이야기

## 등장 인물

### 주요 인물
- 최수지(하윤희) : 병원장 최태훈 아내. 일에만 매달리는 남편 때문에 마음이 허전한 생활을 하고 있다가 조도연에게 마음을 빼앗겨 그와 불륜을 벌이는 사이 어린 딸 은이가 유괴범에게 살해당하는 불운을 겪는다.
- 선우재덕(최태훈) : 종합병원 원장으로 신경외과 전문의. 아내의 불륜에 복수하기 위해 자신의 딸을 죽인 유괴범의 딸(원작의 요코, 최소영)을 데려와 아내로 하여금 범인의 딸인 줄 모른 채 기르게 하고, 그 모습을 지켜보며 잔인한 복수심을 불태운다.
- 유태웅(조도연) : 태훈이 운영하는 종합병원 정신과 과장. 그는 소문난 바람둥이면서도 그런 소문에 개의치 않고 적극적으로 병원장의 부인 윤희에게 애정 공세를 가하면서 그녀를 정복하려 하지만 도도한 윤희는 쉽게 마음의 문을 열어주지 않고 그의 마음을 애태운다.
- 김현정(김선숙) : 태훈이 운영하는 병원의 간호사. 병원장인 태훈을 짝사랑하다가 조도연에게 무참히 짓밟히는 불운의 여자다.

### 주변 인물
- 윤유선(왕희경) : 윤희의 둘도 없는 친구. 윤희의 데려온 딸 소영에게 남 다른 애정을 느끼며 소영을 자신의 딸로 입양하고 싶어하지만 말을 꺼내지 못하고 속앓이를 한다. 윤희로부터 구박을 받는 소영을 지켜보며 소영에게 유일한 마음의 의지처가 되어준다.
- 맹상훈(노광춘) : 최태훈의 대학동기이면서 절친한 친구. 조도연의 육촌 형님이기도 하다. 친구 태훈의 부탁을 이기지 못해 범인의 딸 소영을 태훈 부부에게 입양하게 해주는 인물이다.
- 정혜선(임경춘) : 병원이사이며 최태훈 어머니. 며느리에게 싹싹하고 말끔하면서도 적지 않게 엄한 인상을 풍기는 멋있는 노인네다.
- 신귀식(하동욱) : 하윤희의 아버지로 의과대학 명예교수. 근래에 아내를 잃고 우울증하고 시름에 젖어 있다. 그 외로움을 무남독녀 외동딸 윤희에게 의지해 보고자 한다.

### 그 외 인물
- 김지선(최소영)
- 김현주(진숙)
- 유혜정(서화영)
- 이홍기(최환)
- 김유정(최은)

## 참고 사항
- 결혼과 함께 연예계를 떠났던 최수지는 1996년 SBS 《부자유친》 이후 8년 만에 복귀하였다.[1]